# Richard Attwood
Richard Attwood,  britanski dirkač Formule 1, * 4. april 1940, Wolverhampton, Staffordshire, Anglija, Združeno kraljestvo.
Richard Attwood je upokojeni britanski dirkač Formule 1. Debitiral je v sezoni 1964, ko je nastopil le na domači dirki za Veliko nagrado Velike Britanije, toda ni niti štartal. Prvo uvrstitev med dobitnike točk je dosegel v naslednji sezoni 1965 s šestim mestom na Veliki nagradi Italije, rezultat ki ga je ponovil še na zadnji dirki sezone za Veliko nagrado Mehike. V sezoni 1967 je nastopil le na eni dirki in ni osvojil točk, zato je pa na tretji dirki sezone 1968 za Veliko nagrado Monaka dosegel drugo mesto, kar je njegov najboljši rezultat kariere, na dirki je dosegel tudi svoj edini najhitrejši krog. V sezoni 1969 je dosegel še četrto mesto na Veliki nagradi Monaka, nato pa je nastopil še na Veliki nagradi Nemčije, kjer je v svojem razredu Formule 2 osvojil drugo mesto, nato pa ni več dirkal v Formuli 1. Leta 1970 je v paru s Hansom Herrmannom zmagal na dirki 24 ur Le Mansa.

## Popolni rezultati Formule 1
(legenda) (odebeljene dirke pomenijo najboljši štartni položaj, poševne pa najhitrejši krog, †-uvrščen kljub odstopu)
| Leto | Moštvo                     | Šasija            | Motor               | 1   | 2       | 3      | 4       | 5      | 6      | 7       | 8      | 9      | 10    | 11  | 12  | Prv | Toč |
| ---- | -------------------------- | ----------------- | ------------------- | --- | ------- | ------ | ------- | ------ | ------ | ------- | ------ | ------ | ----- | --- | --- | --- | --- |
| 1964 | Owen Racing Organisation   | BRM P67           | BRM V8              | MON | NIZ     | BEL    | FRA     | VB DNS | NEM    | AVT     | ITA    | ZDA    | MEH   |     |     | -   | 0   |
| 1965 | Reg Parnell Racing         | Lotus 25          | BRM V8              | JAR | MON Ret | BEL 14 | FRA     | VB 13  | NIZ 12 | NEM Ret | ITA 6  | ZDA 10 | MEH 6 |     |     | 16. | 2   |
| 1967 | Cooper Car Company         | Cooper T81B       | Maserati V12        | JAR | MON     | NIZ    | BEL     | FRA    | VB     | NEM     | KAN 10 | ITA    | ZDA   | MEH |     | -   | 0   |
| 1968 | Owen Racing Organisation   | BRM P126          | BRM V12             | JAR | ŠPA     | MON 2  | BEL Ret | NIZ 7  | FRA 7  | VB Ret  | NEM 14 | ITA    | KAN   | ZDA | MEH | 13. | 6   |
| 1969 | Gold Leaf Team Lotus       | Lotus 49B         | Cosworth V8         | JAR | ŠPA     | MON 4  | NIZ     | FRA    | VB     |         |        |        |       |     |     | 13. | 3   |
| 1969 | Frank Williams Racing Cars | Brabham BT30 (F2) | Cosworth Straight-4 |     |         |        |         |        |        | NEM 6   | ITA    | KAN    | ZDA   | MEH |     | 13. | 3   |